# Gene Hackman

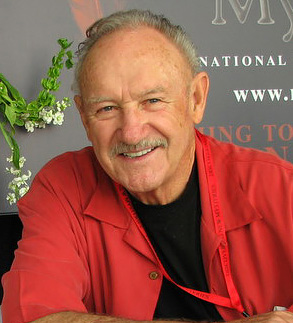
Gene Hackman (2008)

Eugene Allen „Gene“ Hackman (* 30. Januar 1930 in San Bernardino, Kalifornien; † wahrscheinlich am 18. Februar 2025 in Santa Fe, New Mexico) war ein US-amerikanischer Schauspieler. Er wurde 1971 mit der Rolle des unkonventionellen Drogenfahnders Jimmy „Popeye“ Doyle in French Connection – Brennpunkt Brooklyn bekannt und zählte drei Jahrzehnte lang zu den führenden amerikanischen Charakterdarstellern. Für seine Rollen in French Connection und in dem Western Erbarmungslos aus dem Jahr 1992 wurde er mit dem Oscar ausgezeichnet. Zudem war er vierfacher Golden-Globe-Preisträger.

## Leben und Karriere

### Frühes Leben
Hackman wuchs bei seiner Großmutter in Danville im US-Bundesstaat Illinois auf. Seine Eltern ließen sich scheiden, als er noch ein Kind war. Seine Schulbildung brach Hackman 1947 ab und trat trotz seiner Minderjährigkeit dem Militär bei. Beim Marine Corps diente er mehrere Jahre lang als Funker.
Nach seiner Entlassung studierte Hackman in New York City Journalistik und arbeitete bei verschiedenen Rundfunksendern im ganzen Land. Anfang der 1950er-Jahre beschloss er, Schauspieler zu werden. In Los Angeles besuchte er die Playhouse Acting School und gab in The Curious Miss Caraway sein Bühnendebüt. Er brach die Ausbildung dort nach drei Monaten ab.
Zurück in New York teilte sich Hackman eine Ein-Zimmer-Wohnung mit seinen früheren Kommilitonen Dustin Hoffman und Robert Duvall, mit denen er auch später befreundet blieb. Alle drei lebten jahrelang in sehr bescheidenen Verhältnissen. Erst in den späten 1960er- und frühen 1970er-Jahren gelang ihnen der Durchbruch in Hollywood.

### Karriere als Filmschauspieler
Nach mehreren Auftritten am Broadway (u. a. in Any Wednesday) und im Fernsehen (The United States Steel Hour) spielte Hackman 1961 in seinem ersten Kinofilm, Der Tollwütige, mit. 1964 lernte er bei den Dreharbeiten zu Lilith Warren Beatty kennen, der ihm drei Jahre später eine Rolle in dem Verbrecher-Drama Bonnie und Clyde verschaffte. Der große Erfolg des Films brachte Hackmans Karriere weiter voran. Für seine Darstellung des Gangsters Buck Barrow wurde er außerdem als Bester Nebendarsteller für einen Oscar nominiert. 1970 erhielt er für seine Rolle in dem Familiendrama Kein Lied für meinen Vater erneut eine Nominierung.
Gene Hackman war bereits über 40 Jahre alt, als ihm 1971 mit dem New-Hollywood-Klassiker French Connection – Brennpunkt Brooklyn der internationale Durchbruch gelang. Der mit einem geringen Budget von 1,8 Millionen US-Dollar und ohne Stars realisierte Film wurde zu einem großen Kassenerfolg und spielte mehr als 50 Millionen Dollar ein. Hackman, der die Rolle bekommen hatte, nachdem sie von zahlreichen anderen Schauspielern abgelehnt worden war, trat als fanatischer Drogenfahnder „Popeye“ Doyle in Erscheinung. Er wurde für seine Darstellung mit einem Oscar ausgezeichnet.
Hackman hatte sich in Hollywood nun endgültig als einer der führenden Charakterdarsteller etabliert und konnte diesen Status gut drei Jahrzehnte lang halten. Seine Gage stieg im Lauf der 1970er-Jahre von 100.000 auf zwei Millionen Dollar (Superman).
Nach French Connection folgten Auftritte in Die Höllenfahrt der Poseidon, Asphalt-Blüten mit Al Pacino und Der Dialog von Francis Ford Coppola. 1975 spielte er unter der Regie von Arthur Penn in einem der wichtigsten Neo-Noir-Filme, Die heiße Spur. 1978, 1980 und 1987 verkörperte er in den Superman-Filmen mit Christopher Reeve den Bösewicht und Superman-Gegenspieler Lex Luthor. 1983 spielte er in Ted Kotcheffs Kriegsfilm Die verwegenen Sieben neben Fred Ward die Hauptrolle. Für seine Rolle als FBI-Agent Anderson in dem Südstaaten-Drama Mississippi Burning – Die Wurzel des Hasses wurde er 1988 abermals für einen Oscar als Bester Hauptdarsteller nominiert.

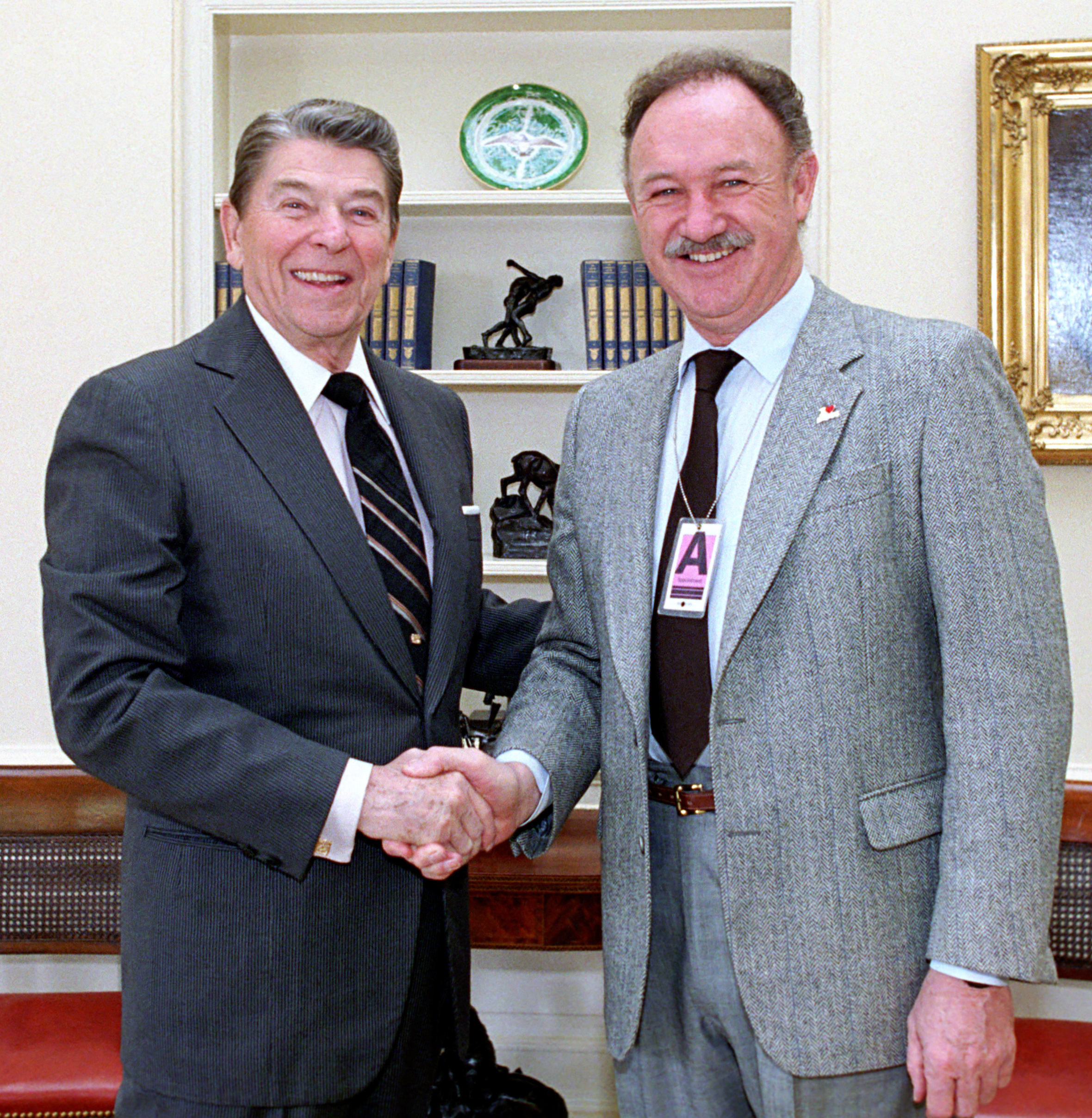
Gene Hackman im Weißen Haus mit Ronald Reagan (1987)

In den späten 1980er- und frühen 1990er-Jahren schien Hackman bei der Rollenauswahl weniger anspruchsvoll zu sein und spielte, offensichtlich aus rein finanziellen Erwägungen, in zahlreichen Filmen mit, die bei Kritik und Publikum nur wenig Resonanz fanden. Allein zwischen 1988 und 1991 war er in elf Filmen zu sehen. Das Angebot, als Regisseur und Darsteller des Hannibal Lecter den Psychothriller Das Schweigen der Lämmer zu realisieren, lehnte er allerdings ab, da ihm der düstere Stoff nicht zusagte.
Ab 1992 gelang es Hackman, seine Karriere durch eine sorgfältige Rollenauswahl wieder zu stabilisieren. Er reduzierte sein Arbeitspensum und drehte in der Regel noch ein bis zwei Filme pro Jahr. Einige seiner größten kommerziellen Erfolge konnte er in den 1990er-Jahren feiern. Unter anderem wirkte er in Clint Eastwoods Western Erbarmungslos mit, wofür er einen Oscar als Bester Nebendarsteller erhielt. Darüber hinaus war er in der Grisham-Verfilmung Die Firma, in dem Western Schneller als der Tod und als U-Boot-Kommandant in dem Meuterei-Film Crimson Tide zu sehen. In Der Staatsfeind Nr. 1 nahm er das Rollenprofil eines Abhörspezialisten wieder auf, was als Hommage an die von ihm dargestellte Figur in dem Psychodrama Der Dialog gedacht war. In den Filmkomödien Schnappt Shorty, The Birdcage – Ein Paradies für schrille Vögel, Die Royal Tenenbaums und Heartbreakers – Achtung: Scharfe Kurven! stellte er sein komisches Talent unter Beweis.
2003 stand er in dem Gerichtsdrama Das Urteil, wieder nach einem Roman von John Grisham, das einzige Mal mit seinem Freund Dustin Hoffman vor der Kamera. Sein letzter Film war die Komödie Willkommen in Mooseport (2004) an der Seite von Ray Romano. Hackmans Schaffen umfasste, beginnend mit Fernsehauftritten im Jahr 1959, die Beteiligung an 100 Film- und Fernsehproduktionen, darunter mehr als 80 Filme.

#### Deutsche Synchronstimmen
Hackmans Synchronsprecher wechselten im Laufe der Jahrzehnte. Am häufigsten wurde er von Horst Niendorf gesprochen, der ihm von 1971 bis 1990 in zwanzig Filmen seine Stimme lieh. Ab 1990 synchronisierten ihn meist Hartmut Neugebauer oder Klaus Sonnenschein. Weitere Sprecher, die mehrfach für Hackman sprachen, waren Engelbert von Nordhausen, Rolf Schult, Arnold Marquis und Michael Chevalier.

### Motorsport
Gene Hackman war von 1978 bis 1984 als Amateur-Rennfahrer bei Sportwagenrennen aktiv. Er ging unter anderem beim 24-Stunden-Rennen von Daytona und dem 12-Stunden-Rennen von Sebring an den Start.

### Ruhestand und Tod
Im Juli 2004 gab Hackman in einem Interview mit dem Talkmaster Larry King bekannt, dass er keine weiteren Filmangebote habe und davon ausgehe, dass seine Karriere zu Ende sei. 2008 bestätigte er, die Schauspielerei ruhen lassen zu wollen.
Bereits in den 1980er Jahren hatte Hackman ein Haus in einer Gated Community auf den Hügeln von Santa Fe in New Mexico erworben, das seither sein Hauptwohnsitz war. In diesem verbrachte er auch im Ruhestand den Großteil seiner Zeit. Bis in die 2000er Jahre hatte er einen weiteren Wohnsitz in Danville. In der Stadt ziert bis heute ein Graffito eine Hauswand, auf dem er und andere berühmte Bürger der Stadt zu sehen sind.
Zudem betätigte Hackman sich als Schriftsteller: Er verfasste mit Daniel Lenihan die Romane Wake of the Perdido Star (1999), Justice for None (2004), Escape from Andersonville (2008) sowie alleine den Western-Roman Payback at Morning Peak (2011) sowie den Thriller Pursuit (2013).
Hackman war ferner ein Liebhaber der bildenden Kunst, vor allem der Malerei: In Santa Fe saß er einige Jahre im Direktorium des Georgia O’Keeffe-Museums der Stadt. Ab den 1980er Jahren hatte er sich auch selbst der Malerei gewidmet. Nach dem Ende seiner Schauspielkarriere intensivierte er seine Tätigkeit auf diesem Gebiet: Er malte vor allem Landschaftsszenen, zu denen ihm die Aussichten in Santa Fe als Vorlagen dienten. Viele der von ihm gemalten Bilder überließ er Betrieben der Stadt, insbesondere Restaurants, in denen sie meist an exponierter Stelle zur Schau gestellt werden.
Bis in die 2010er Jahre nahm Hackman regen Anteil am gesellschaftlichen und kulturellen Leben seines Wohnorts; so absolvierte er Malerei- und Sportkurse, fuhr Rad auf den Hügeln der Stadt und besuchte Galerien und Bürgerzusammenkünfte. Ab den COVID-19-Lockdowns 2020 führte er nach Angaben Einheimischer ein stark zurückgezogenes Leben auf seinem Anwesen.
Am 26. Februar 2025 wurden Hackman, seine Frau Betsy und einer ihrer drei Hunde tot in ihrem Haus aufgefunden. Die erste Obduktion ergab keine äußeren Verletzungen. Wegen der verdächtigen Umstände leitete die Polizei eine umfassende Untersuchung ein, die ergab, dass Hackman rund eine Woche nach seiner Frau, die einer Hantavirus-Infektion erlegen war, „wahrscheinlich […] am 18. Februar“ an den Folgen einer Herz-Kreislauf-Erkrankung gestorben war. Auch wurde bei der Autopsie des 95-Jährigen eine fortgeschrittene Alzheimer-Erkrankung festgestellt. Der Hund verendete vermutlich an Dehydrierung und Hunger. Die beiden anderen Tiere gelangten durch eine Hundeklappe ins Freie und versorgten sich dort selbst; sie kamen in die Obhut von Tierpflegern.
Am 28. April 2025 wurden die Ergebnisse von Hackmans Autopsie bekanntgegeben. Er starb an einer Herz-Kreislauf-Erkrankung. Hackman habe eine „Vorgeschichte von Herzinsuffizienz“ gehabt, und es gab Anzeichen für eine fortgeschrittene Alzheimer-Erkrankung.

## Familie
Hackman war ab 1956 mit Faye Maltese (1928–2017) verheiratet, mit der er einen Sohn und zwei Töchter bekam. Das Paar wurde 1986 geschieden. 1991 heiratete er Betsy Arakawa (1959–2025), eine aus Hawaii stammende klassische Pianistin und Unternehmerin, die in Santa Fe Miteigentümerin eines Einrichtungsgeschäfts war. Da Hackmans als Alleinerbin eingesetzte zweite Frau einige Tage vor ihm starb, erben seine Kinder aus erster Ehe sein Vermögen in Höhe von 80 Millionen Dollar.

## Filmografie
- 1961: Der Tollwütige (Mad Dog Coll)
- 1964: Lilith
- 1966: Hawaii
- 1967: Bonnie und Clyde (Bonnie & Clyde)
- 1967: Shanghai-Jack (First to Fight)
- 1967: Mit dem Tod im Bunde (A Covenant with Death)
- 1967: 25 000 Dollar für einen Mann (Banning)
- 1968: Bullen, wie lange wollt ihr leben (The Split)
- 1969: Verschollen im Weltraum (Marooned)
- 1969: Die den Hals riskieren (The Gypsy Moths)
- 1969: Schußfahrt (Downhill Racer)
- 1969: Aufstand der Verdammten (Riot)
- 1970: Kein Lied für meinen Vater (I Never Sang for My Father)
- 1971: Frauen der Ärzte (Doctor’s Wives)
- 1971: Leise weht der Wind des Todes (The Hunting Party)
- 1971: Brennpunkt Brooklyn (The French Connection)
- 1971: Cisco Pike
- 1972: Die Professionals (The Prime Cut)
- 1972: Die Höllenfahrt der Poseidon (The Poseidon Adventure)
- 1973: Asphalt-Blüten (Scarecrow)
- 1974: Der Dialog (The Conversation)
- 1974: Zandys Braut (Zandy’s Bride)
- 1974: Frankenstein Junior (Young Frankenstein)
- 1975: French Connection II
- 1975: 700 Meilen westwärts (Bite the Bullet)
- 1975: Die heiße Spur (Night Moves)
- 1975: Abenteurer auf der Lucky Lady (Lucky Lady)
- 1977: Das Domino Komplott (The Domino Principle)
- 1977: Die Brücke von Arnheim (A Bridge Too Far)
- 1977: Marschier oder stirb (March or Die)
- 1978: Superman
- 1978: Speed Fever
- 1980: Superman II – Allein gegen alle (Superman II)
- 1981: Jede Nacht zählt (All Night Long)
- 1981: Reds
- 1983: Under Fire, auch: Unter Feuer (Under Fire)
- 1983: Die verwegenen Sieben (Uncommon Valor)
- 1983: Zwei vom gleichen Schlag (Two of a Kind) (nur Stimme)
- 1983: Eureka
- 1983: Unverstanden (Misunderstood)
- 1984: Zweimal im Leben (Twice in a Lifetime)
- 1985: Target – Zielscheibe (Target)
- 1986: Freiwurf (Hoosiers)
- 1986: Power – Weg zur Macht (Power)
- 1987: Superman IV – Die Welt am Abgrund (Superman IV: The Quest for Peace)
- 1987: No Way Out – Es gibt kein Zurück (No Way Out)
- 1988: Mississippi Burning – Die Wurzel des Hasses (Mississippi Burning)
- 1988: BAT-21 – Mitten im Feuer (BAT 21)
- 1988: Eine andere Frau (Another Woman)
- 1988: Kid Gloves Last Fight – Sein letzter Kampf (Split Decisions)
- 1988: Die Trottel vom Texas-Grill (Full Moon in Blue Water)
- 1989: Die Killer-Brigade (The Package)
- 1990: Der Harte und der Zarte (Loose Cannons)
- 1990: Grüße aus Hollywood (Postcards from the Edge)
- 1990: Narrow Margin – 12 Stunden Angst (Narrow Margin)
- 1991: Das Gesetz der Macht (Class Action)
- 1991: Company Business
- 1992: Erbarmungslos (Unforgiven)
- 1993: Die Firma (The Firm)
- 1993: Geronimo – Eine Legende (Geronimo: An American Legend)
- 1994: Wyatt Earp – Das Leben einer Legende (Wyatt Earp)
- 1995: Schneller als der Tod (The Quick and the Dead)
- 1995: Crimson Tide – In tiefster Gefahr (Crimson Tide)
- 1995: Schnappt Shorty (Get Shorty)
- 1996: The Birdcage – Ein Paradies für schrille Vögel (The Birdcage)
- 1996: Die Kammer (The Chamber)
- 1996: Extrem… mit allen Mitteln (Extreme Measures)
- 1997: Absolute Power
- 1998: Im Zwielicht (Twilight)
- 1998: Der Staatsfeind Nr. 1 (Enemy of the State)
- 2000: Under Suspicion – Mörderisches Spiel (Under Suspicion)
- 2000: Helden aus der zweiten Reihe (The Replacements)
- 2001: The Mexican
- 2001: Die Royal Tenenbaums (The Royal Tenenbaums)
- 2001: Im Fadenkreuz – Allein gegen alle (Behind Enemy Lines)
- 2001: Heist – Der letzte Coup (Heist)
- 2001: Heartbreakers – Achtung: Scharfe Kurven! (Heartbreakers)
- 2003: Das Urteil (Runaway Jury)
- 2004: Willkommen in Mooseport (Welcome to Mooseport)

## Auszeichnungen
Oscars

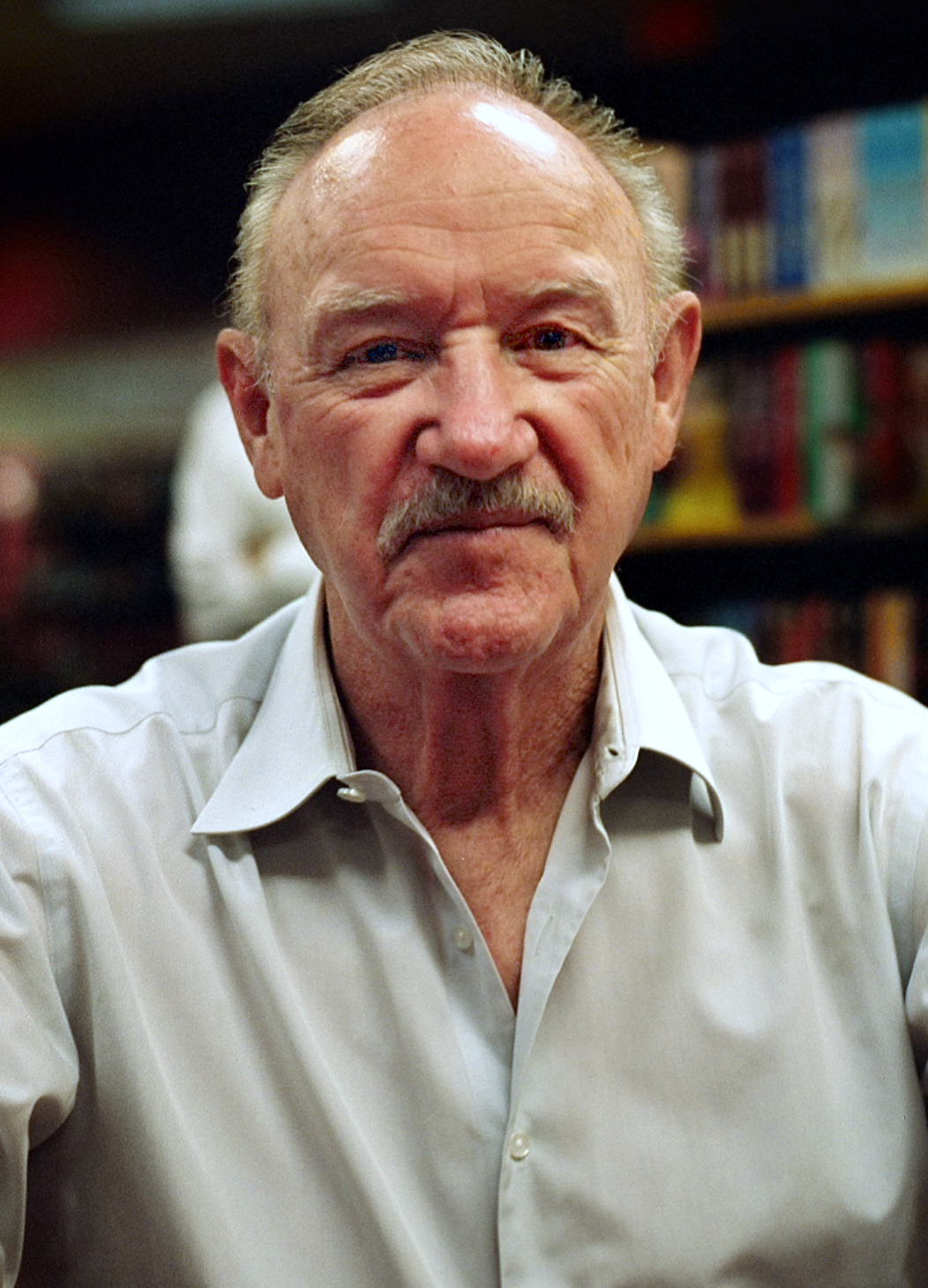
Gene Hackman (2008)

- 1972: Bester Hauptdarsteller in French Connection – Brennpunkt Brooklyn
- 1993: Bester Nebendarsteller in Erbarmungslos

Oscar-Nominierungen
- 1968: Bester Nebendarsteller in Bonnie und Clyde
- 1971: Bester Nebendarsteller in Kein Lied für meinen Vater
- 1989: Bester Hauptdarsteller in Mississippi Burning – Die Wurzel des Hasses

Golden Globes
- 1972: Golden Globe Award in der Kategorie Bester Hauptdarsteller in einem Drama für French Connection – Brennpunkt Brooklyn
- 1993: Golden Globe Award in der Kategorie Bester Nebendarsteller für Erbarmungslos
- 2002: Golden Globe Award in der Kategorie Bester Hauptdarsteller in einer Komödie für Die Royal Tenenbaums
- 2003: Golden Globe Award (Cecil B. DeMille Award) für sein Lebenswerk

Golden-Globe-Nominierungen
- 1975: Nominierung in der Kategorie Bester Hauptdarsteller in einem Drama für Der Dialog
- 1976: Nominierung in der Kategorie Bester Hauptdarsteller in einem Drama für French Connection II
- 1984: Nominierung in der Kategorie Bester Nebendarsteller für Under Fire
- 1986: Nominierung in der Kategorie Bester Hauptdarsteller in einem Drama für Zweimal im Leben
- 1989: Nominierung in der Kategorie Bester Hauptdarsteller in einem Drama für Mississippi Burning – Die Wurzel des Hasses

Weitere Auszeichnungen
- 1963: Clarence Derwent Award für Children from their Games
- 1968: NSFC Award für Bonnie and Clyde
- 1972: NYFCC Award für The French Connection
- 1972: KCFCC Award für The French Connection
- 1972: NBR Award für The French Connection
- 1973: British Academy Film Award für The French Connection
- 1973: Britischer Filmpreis für The Poseidon Aventure
- 1974: NBR Award für The Conversation
- 1976: Bronze Wrangler (Western Heritage Awards) für Bite the Bullet (gem. mit anderen)
- 1988: NBR Award für Mississippi Burning
- 1989: Silberner Bär für Mississippi Burning (Internationale Filmfestspiele Berlin 1989)
- 1992: LAFCA Award für Unforgiven
- 1992: NYFCC Award für Unforgiven
- 1993: BAFTA Award für Unforgiven
- 1993: KCFCC Award für Unforgiven
- 1993: NSFC Award für Unforgiven
- 1993: Bronze Wrangler (Western Heritage Awards) für Unforgiven (gem. mit anderen)
- 1994: Bronze Wrangler (Western Heritage Awards) für Geronimo: An American Legend (gem. mit anderen)
- 1997: Blockbuster Entertainment Award für The Birdcage
- 1997: Screen Actors Guild Award für The Birdcage (gem. mit anderen)
- 2002: AFI Film Award für The Royal Tenenbaums
- 2002: CFCA Award für The Royal Tenenbaums
- 2002: NSFC Award für The Royal Tenenbaums

## Motorsport-Statistik
Sebring-Ergebnisse
| Jahr | Team          | Fahrzeug   | Teamkollege  | Platzierung | Ausfallgrund |
| ---- | ------------- | ---------- | ------------ | ----------- | ------------ |
| 1984 | Preston & Son | Mazda RX-7 | Whitney Ganz | Ausfall     | Motorschaden |

## Buchveröffentlichungen
- mit Daniel Lenihan: Wake of the Perdido Star, 1999 (Roman; englisch).
  - deutsche Übersetzung: Jacks Rache. Eine abenteuerliche Reise nach Havanna, Hamburg, Europa-Verlag 2000 (Übersetzung von Helga Herborth).
- mit Daniel Lenihan: Justice for None, 2004 (englisch).
- mit Daniel Lenihan: Escape from Andersonville, 2008 (Roman; englisch).
- Payback at Morning Peak, 2011 (Western-Roman; englisch).
- Pursuit, 2013 (Thriller; englisch).